# 야음중학교
야음중학교(也音中學校)는 대한민국 울산광역시 남구 야음동에 있는 공립 중학교이다.

## 학교 연혁
- 2003년 12월 31일 : 야음중학교 설립 인가
- 2004년 3월 4일 : 개교 입학식 (10학급)
- 2007년 2월 15일 : 제1회 졸업식 (총 졸업생수 378명)
- 2022년 9월 1일 : 제7대 강병호 교장 부임
- 2023년 1월 6일 : 제17회 졸업식(총 졸업생수 5,277명)
- 2023년 3월 2일 : 제20회 입학식 (224명)

## 참고 자료
- 야음중학교 - 한국교육학술정보원 학교알리미